# Takk …
Takk … (isländisch für „Danke …“) ist ein am 12. September 2005 erschienenes Album der isländischen Band Sigur Rós. Es ist die vierte Veröffentlichung eines kompletten Albums dieser Band.

## Entstehungsgeschichte
Die Band gibt in diversen Interviews an, dass sie insgesamt 20 Monate an dem Album gearbeitet hat. Der Albumtitel Takk … ist isländisch und bedeutet „Danke“. Der Titel wurde gewählt, um den Fans dafür zu danken, dass es der Band mit dem Kauf der vorhergehenden Alben möglich gemacht wurde, von der Musik zu leben.

## Stil und Instrumentierung
Die Richtung, die die Band Sigur Rós auf diesem Album einschlägt, führt die vorherigen Werke fort. Während die Songs auf ( ) zum Großteil alleine von den vier Bandmitgliedern eingespielt wurden, wurde für Takk … das isländische Streichquartett Amiina herangezogen. Besonders auffällig ist ihr Beitrag bei den Songs Hoppípolla, Mílanó, Gong und Andvari.
Für den Song Sé lest wurde auch erstmals eine Celesta benutzt. Der Titel Sé lest kann in diesem Fall auch als ein Wortspiel angesehen werden, da er im Isländischen auf gleiche Weise ausgesprochen wird wie Celesta.

## Versionen
Die CD-Version ist in einer limitierten Special Edition oder als normale Version erhältlich. Beide sind in einer Buch-ähnlichen Hülle mit Prägungen verpackt, die Special Edition enthält ein 16-seitiges Booklet mit zusätzlichem Artwork. Zusätzlich erschien noch eine Doppel-LP-Version mit einer einseitig bespielten 10".

## Singleauskopplungen
- Glósóli
- Hoppípolla
- Sæglópur

Letztere Single wurde als CD/DVD-Package (mit 3 unveröffentlichten B-Seiten) veröffentlicht. Die DVD enthielt die drei Videos zu den Songs.

## Titelliste
In Klammern die deutsche Übersetzung der Titel.
1. Takk … („Danke …“) – 1:57
2. Glósóli („Glühende Sohle“)  – 6:15
3. Hoppípolla („In Pfützen springen“) – 4:28
4. Með blóðnasir („Ich habe Nasenbluten“) – 2:17
5. Sé lest („Ich sehe einen Zug“) – 8:40
6. Sæglópur („Verloren auf See“) – 7:38
7. Mílanó („Mailand“) – 10:25
8. Gong („Gong“) – 5:33
9. Andvari („Zephir“) – 6:40
10. Svo hljótt („So ruhig“) – 7:24
11. Heysátan („Der Heuhaufen“) – 4:10